# Welcome to the Dollhouse
Welcome to the Dollhouse is een Amerikaanse tragikomedie uit 1995, geschreven en geregisseerd door Todd Solondz. Deze onafhankelijke film won de Grand Jury Prize op het Sundance Film Festival 1996 en lanceerde de carrières van Solondz en hoofdrolspeelster Heather Matarazzo. Het verhaal volgt de impopulaire middelbare scholier Dawn terwijl ze tot het uiterste gaat om het respect van haar vicieuze medestudenten en haar ongeïnteresseerde familie te verdienen. Dawn duikt weer op in twee van Solondz 'andere films, Palindromes en Wiener-Dog.

## Rolverdeling
| Acteur             | Personage           |
| ------------------ | ------------------- |
| Heather Matarazzo  | Dawn Wiener         |
| Brendan Sexton III | Brandon McCarthy    |
| Eric Mabius        | Steve Rodgers       |
| Matthew Faber      | Mark Wiener         |
| Daria Kalinina     | Missy Wiener        |
| Angela Pietropinto | Mrs. Wiener         |
| Bill Buell         | Mr. Wiener          |
| Dimitri DeFresco   | Ralphy              |
| Victoria Davis     | Lolita              |
| Christina Brucato  | Cookie              |
| Christina Vidal    | Cynthia             |
| Amouris Rainey     | Darla               |
| Siri Howard        | Chrissy             |
| Rica Martens       | Mrs. Grissom        |
| Stacey Moseley     | Mary Ellen Moriarty |
| Will Lyman         | Mr. Edwards         |
| Elizabeth Martin   | Mrs. Iannone        |
| Richard Gould      | Mr. Kasdan          |